# George Porter
George Porter OM (Stainforth, South Yorkshire, 1920. december 6. – Canterbury, 2002. augusztus 31.) Nobel-díjas angol kémikus.
Stainforthban (Yorkshire) született. A leedsi egyetemen végzett, majd a második világháború alatt a Királyi Haditengerészetnél szolgált. Cambridge-ben, Ronald Norrish kutatócsoportjában kezdte meg később Nobel-díjjal jutalmazott fotokémiai kutatásait.
1967-ben nyerte el a kémiai Nobel-díjat „a rövid élettartamú részecskék reakcióinak tanulmányozásáért”. 1985-től 1990-ig a Királyi Társaság elnöke volt. Számos további tudományos díj nyertese, 1990-ben lovaggá ütötték. 1984 és 1995 között a leicesteri egyetemen dolgozott. 2001-ben tiszteletére épületet neveztek el róla az egyetemen. Sokat tett a tudomány széles körben való népszerűsítéséért és megértéséért. A COPUS (Committee on the Public Understanding of Science) alapítója volt.